# Resolutie 2443 Veiligheidsraad Verenigde Naties
Resolutie 2443 van de Veiligheidsraad van de Verenigde Naties werd op 6 november 2018 met unanimiteit aangenomen. De resolutie verlengde de autorisatie voor de Europese vredesmacht in Bosnië en Herzegovina opnieuw met een jaar.

## Standpunten
Volgens Valentin Inzko, de hoge vertegenwoordiger voor Bosnië en Herzegovina, waren de verkiezingen in het land zonder grote incidenten verlopen. Wel was er sprake van haatdragende en destabiliserende retoriek en intimidatie van kiezers door alle partijen. Sommige politici relativeerden de gepleegde oorlogsmisdaden en begonnen met het in twijfel trekken van de noodzaak om de verantwoordelijken te berechten. Zo had de Servische Republiek een rapport uit 2004 dat de betrokkenheid van haar troepen bij het bloedbad van Srebrenica erkende, weer ingetrokken. De grote partijen hadden weinig aandacht voor belangrijke zaken als de rechtsstaat, corruptie en economische ontwikkeling. De door het Grondwettelijk Hof opgelegde hervormingen van het kiessysteem waren niet doorgevoerd. Het vertrouwen van de bevolking in de integriteit van het kiessysteem zat dan ook op een dieptepunt.
Hervormingen om de 5+2-agenda uit te voeren en voor EU-lidmaatschap bleven aanslepen. Volgens Inzko kon Bosnië en Herzegovina zich geen nieuwe periode van politieke ruzies en tegenwerking meer veroorloven. Hij drong aan op een snelle regeringsvorming en dat het nieuwe presidentschap het vredesakkoord volledig zou uitvoeren.
Volgens de vertegenwoordiger van Rusland werden de rapporten van de hoge vertegenwoordiger almaar slechter en waren ze geformuleerd om de plannen van de NAVO en de EU met wat hij het protectoraat in Bosnië en Herzegovina noemde te bevorderen. Zijn land was het er niet mee eens dat Bosnië en Herzegovina richting NAVO-lidmaatschap werd gedirigeerd. Hij was ook ontevreden over hoe de tekst van de resolutie tot stand was gekomen en stelde dat sommige westerse landen hun buitenlands beleid in de teksten van resoluties injecteerden. Rusland maakte sinds 2014 bezwaar tegen uitdrukkingen als "steun aan de hoge vertegenwoordiger" en "vooruitgang richting Euro-Atlantische integratie".
Volgens de Kroatische vertegenwoordiger waren de verkiezingen niet in overeenstemming met het vredesakkoord en de grondwet verlopen daar Kroaten niet de kans hadden gekregen voor hun presidentskandidaat te stemmen. Bosnië en Herzegovina had drie presidenten; een uit elke bevolkingsgroep. In Mostar waren protesten uitgebroken naar aanleiding van de overwinning van Željko Komšić op de zittende Kroatische kandidaat Dragan Čović.
De vertegenwoordiger van Bosnië en Herzegovina zelf kon geen standpunt geven, omdat de drie ontslagnemende presidenten er geen eensgezindheid over konden bereiken.

## Achtergrond
In 1980 overleed de Joegoslavische leider Tito, die decennialang de bindende kracht was geweest tussen de zes deelstaten van het land. Na zijn dood kende het nationalisme een sterke opmars, en in 1991 verklaarden verschillende deelstaten zich onafhankelijk. Zo ook Bosnië en Herzegovina, waar in 1992 een burgeroorlog ontstond tussen de Bosniakken, Kroaten en Serviërs. Deze oorlog, waarbij etnische zuiveringen plaatsvonden, ging door tot in 1995 vrede werd gesloten. Hierop werd de NAVO-operatie IFOR gestuurd die de uitvoering ervan moest afdwingen. Die werd in 1996 vervangen door SFOR, die op zijn beurt in 2004 werd vervangen door de Europese operatie EUFOR Althea.

## Inhoud
De lidstaten kregen de toestemming om de EU-missie EUFOR Althea in Bosnië en Herzegovina voor een periode van twaalf maanden verder te zetten. Deze missie moest de vrede in het land bewaren zoals voorzien in het vredesakkoord uit 1995. De NAVO had ook een missie in Bosnië en Herzegovina, die eveneens werd verlengd.
Lijst ·  2398 ·  2399 ·  2400 ·  2401 ·  2402 ·  2403 ·  2404 ·  2405 ·  2406 ·  2407 ·  2408 ·  2409 ·  2410 ·  2411 ·  2412 ·  2413 ·  2414 ·  2415 ·  2416 ·  2417 ·  2418 ·  2419 ·  2420 ·  2421 ·  2422 ·  2423 ·  2424 ·  2425 ·  2426 ·  2427 ·  2428 ·  2429 ·  2430 ·  2431 ·  2432 ·  2433 ·  2434 ·  2435 ·  2436 ·  2437 ·  2438 ·  2439 ·  2440 ·  2441 ·  2442 ·  2443 ·  2444 ·  2445 ·  2446 ·  2447 ·  2448 ·  2449 ·  2450 ·  2451